# Градска кућа у Талину
Градска кућа у Талину (ест: Tallinna raekoda) је зграда у Старом граду Талина, Естонија, на Тргу Градске куће. То је најстарија градска кућа на читавом Балтичком региону и Скандинавији. 
Двоспратна зграда дужине 36.8 м налази се на јужној страни древног трга; западни зид је 14.5 м дужине, а источни 15,2 м.
Ветроказ Олд Томас (Стари Томас) (ест. Vana Toomas) на врху куле Градске куће, који постоји од 1530. године, постао је један од симбола Талина. Висина куле је 64 метара. До трга воде улице Куласепа, улица Дункри и Ванатуру каел. Једна од најкраћих улица Талина је Раекоја танав, која се налази иза Градске куће. 
Градска кућа је саграђена на месту старог пијачног трга. Трг градске куће добио је садашњу дужину 1370-их. Покривена дрвеним кровом 1374. године, градска кућа је вероватно била једноспратна камена зграда. Поткровље је коришћено као остава. Фасада ове дуге и уске зграде сада је низ носећих стубова, а још увек се могу видети и неки једноставни уоквирени прозори из овог доба.
Градска кућа са огромном салом за састанке први пут је поменута у књизи о некретнинама 1322. године као "конзисторијум", који је за то време имао огромно складиште (cellarium civitatis). Од тог времена остали су неки зидови у источном делу модерне градске куће и седам прозора у приземљу и подруму. 1364. године називали су је играоница (teatrum), а 1372. градска кућа (rathus).
Градско веће контролисало је политичке, економске и делимично чак и парламентарне активности града. Градска кућа је често била судница и место изношења нове робе; понекад се користила и као позориште, као што се може закључити из речи „театрум“. Због тога је било веома важно да буде у срцу града и изгледа репрезентативно.
Иако је градска власт радила у Градској кући до 1970. године, она и даље има улогу репрезентативне зграде градске управе и посетиоце дочекује као место одржавања концерата и као музеј, где се може упознати вековна историјска и архитектонска вредност куће. Заједно са старим градом у Талину, Градска кућа налази се на листи УНЕСЦО-ве светске баштине од 1997. године. 2004. године, градска кућа Талина прославила је свој 600. рођендан. 
2005. године градска кућа Талина добила је велико признање   - Другу награду, у категорији очувања архитектонске баштине за оживљавање последње преживеле готичке градске куће у северној Европи и узорно откривање свих историјских слојева ове иконе велике европске традиције општинске власти. Награда је уручена Елвири Ливер Холмстром, директорки градске куће Талина од стране шпанске краљице Софије, на церемонији доделе награда за европску баштину која је одржана 27. јуна 2006. у Краљевској палати Ел Пардо, Мадрид. Медаљу Еуропа Ностра уручили су Градској кући Талина на церемонији 15. септембра 2006. године Сим Калас, потпредседник Европске комисије, и Томас Вилох, члан одбора Еуропа Ностра.

## Архитектура
Градска кућа је у почетку била зграда у којој су грађани одржавали састанке. Касније је коришћена као владина зграда, суд и место за увођење нове робе. Процес изградње репрезентативних градских кућа почео је у 12. веку. Обично су грађене у центру града, у близини пијаце. Градска кућа Либека (13—14 век), Венецијанска дуждова палата  (започета у првој половини 14. века), Градска кућа Нарва у Естонији (саграђена крајем 17. века, обновљена 1963.) и наравно, градска кућа Талина су најпознатије. 
Градска кућа је изграђена од сивог кречњака, а кров од глинених кровних црепова. Градска кућа је много старија него што изгледа и то показује њен тренутни изглед. Стари зидови који се крију иза каснијих дограђивања причају о вишеслојној градњи градске куће. Према најновијим истраживањима, вишефазно ширење градске куће одвијало се у пет различитих периода од запада ка истоку. Стога је распоред градске куће закривљен због чега изгледа као трапез. У првој четвртини 14. века постојећа зграда и подрумске просторије су проширене. Према резултатима испитивања може се рећи да је најстарија зграда градске куће покривала западни део садашње градске куће, а јужни зид тренутне аркаде био је окренут ка тржном тргу. 
1346. дански краљ је власт у Естонији уступио Тевтонском реду.  Као ханзеатски град, Талин је добио право да контролише трговину са истока, имајући такозвано право као подручно складиште. Брз раст трговине и просперитет одредили су потребу за новим просторијама и репрезентативан изглед градске скупштине.
Најстарији, источни део зграде проширен је од 1371. до 1374. према западу. Ова зграда садашње дужине није се много разликовала од куће угледног грађанина. Спољашњост зграде потиче из 1402–1404. године обновом коју је водио каменорезац Герке, а која је сачувана у кључним карактеристикама до данас. Зграда је саграђена на два спрата.
Из источног забата зграде уздиже се истакнута октаедарска кула која је углавном уграђена у зграду и наслоњена на зид. Саградио је од 1627–1628. године Г. Граф. Има троделни барокни торањ са отвореним галеријама. Торањ је висине 64 метра. Торањ је саграђен 1627. године, али је коначни облик добио 1781. године, а такође је реконструисан и 1952. године, након уништења у Другом светском рату (архитекта А. Кукур). Торањ је у стилу касне ренесансе. 
Декоративни детаљи су грудобран, која делује као упориште, "Олд Томас", ветроказ који се врти на врху куле (копија оригинала из 1530. године се налази у Градском музеју у Талину (Linnamuuseum ). "Стари Томас" носи одећу градске страже из 16. века. Може се назвати симболом Талина, чак су му посвећене и песме. "Стари Томас" држи заставу на којој је написано 1996. 
Садашњи главни улаз саграђен је касније, наводно у 18. веку. Крајем 18. века додати су ниски анекси на западној страни зграде. Прозори главне фасаде су такође више пута измењени. Просторије на западној страни подрума прекривене су рубним сводовима које носе јаки четвороугаони стубови. Јак зид одваја западну страну подрума од приметно ниже зграде на истоку. Током средњег века, на првом спрату била је трговинска сала и комора за мучење/вински подрум. У средњем веку је на другом спрату био суд, а поред њега су били и благајна, соба за вођење рачуна, репрезентативна сала за грађане, салон Скупштине града (raesaal) и кухиња Градске куће (raeköök). 
Масивна фасада коју подржава отворен низ аркада пресечена је у групама уским четвороугаоним прозорима, који су мало већи од оних у редовним стамбеним кућама. Ове групе прозора обележавају три најважнија уреда и репрезентативни простор главног спрата, почевши од куле: соба бележника градске куће, једнобродна градска већница, која је била за састанке чланова градске куће, и двобродна већница грађана. Са лименим квадратним прозорима угледници градске већнице могли су видети неколико кућа испод већнице: вагу, апотеку, ковницу и затвор. На крају фасаде је парапет који подсећа на горњи део тврђаве са украсним отворима. Облик куле по узору на Цркву Светога Духа и задњи парапет на линији венца фасаде указују на индиректне контакте са грађевинском уметношћу подручја Рајне.
Главна фасада је украшена парапетом и гаргојлима са главама змаја. Испуњена је аркадом, која се састоји од девет лукова и пружа се скоро дуж целе зграде. Поред тога, фасада је подржана са осам стубова. Трговцима је било угодно склонити се испод аркада у случају кише. Један од стубова аркаде коришћен је као стуб срама. Злочинци су ту били везани да би их приказали грађанима, како би их могли осрамотити и исмевати. Имао је шину за врат и окове за руке. Аркада се завршава главним улазом градске куће с десне стране. Главна врата разликују се од осталих мањих врата по лепом рагастову и три степеника, па је видљиво је да је то главни улаз. 
Соба за мучење је била повезана степеницама изграђеним у северном зиду, са салом Градске куће на другом спрату, где је био суд. Ризница, соба која се налази на северу такође је прекривена бачвастим сводом. Градски зид ове собе је претходно имао пећ, како би топлим ваздухом грејао салон Градске куће.

### Сала грађана
Велика сала у Градској кући назива се Сала грађана. Сала грађана може да прими 100 људи, а поседује и клавир који се може користити за музичке наступе. У овој незагреваној репрезентативној дворани су дочекивани важни гости, музичари, глумци и одржаване богате гозбе. Плафони са луковима ретко су виђени негде другде него у црквама, манастирима и тврђавама. У стамбеним кућама су обично грађени дрвени плафони. 
Конзоле и стубови прекривени су тробојним шаблонским узорцима. Рестаурирани су према остатку стубова на западу. Сала за грађане у време завршетка пројекта наводно није била тако пространа као сада. Визуелно су собу украсили сликама винове лозе, које су вероватно прекривале зидове и таваницу. У источном углу јужног зида постоје два мала средњовековна тоалета, један за мушкарце, а други за жене. Портал који иде кроз источни зид раздваја просторију од салона Градске куће. Изнад портала је ниша, чији је почетни садржај непознат. Од 1561. године у ниши стоји плоча за председавајућег са натписом на латинском. На зидовима сале грађана налазе се таписерије, наручене из Холандије које приказују призоре из живота краља Соломона. 

### Салон градске куће
Сала Градске куће (raesaal) је најважнија просторија Градске куће. Председавајући је ту одржавао састанке и спроводио гласање. Једна од погодности салона била је та што је грејан. У средњем веку, нису све собе имале камин или неко друго грејање које је могло да обезбеди топлоту зими, али председавајући нису могли да обављају своје дужности у хладним собама. Каљава пећ, која стоји у углу, појавила се неколико векова касније. 
Два ормана за новац била су узидана у зидове салона Градске куће. Храстова врата ормана (храст је врло издржљиво дрво) имају шарке од калајисаног гвожђа. Та врата су била закључана, јер су се ту чували документи, новац и друге вредне ствари. Градско веће је држало градског чиновника, чији је задатак био да обележи важне ствари у документима и који је поред лепог рукописа имао и добро образовање. Рачуноводствена соба која се зове каммереи може се звати и Министарство финансија. Тамо се водило рачуна о свим приходима и трошковима града. У ризницу сте могли ући само кроз каммереи. Тамо је било смештено благо, које се није налазило у орманима Скупштине града.
Архитектонски модел градске куће Талина је свој облик је стекао на основу локалног искуства у обради, архитектонској традицији и вештинама мајстора. Неки спољни утицаји добили су јединствену интерпретацију у Талину, обликовали форме архитектуре на свој начин и учинили је јединственом.
Талински мајстори морали су познавати јавне зграде Италије, аркаде то показују. Архитектура градске куће Талина ни на који начин не зависи само од немачких градских кућа. 

### Историја изградње градске скупштине
Испитивања грађевине доказала су да се Градска кућа налазила на истом месту већ у 13. веку. Зграда стара 600 година саграђена је на зидовима старе градске куће. Камена зграда је била тамо већ 1250. године. Зграда са салом за састанке (конзисторијумом) и подрумом помиње се 1322. Како је град постајао све богатији и моћнији, обновљена је. Крајем 14. века, зграда је била висока као и сада, али била је уска и без куле. Само су аркаде, које се разликују од садашњих указивале на чињеницу да то није била обична стамбена кућа.
До 14. века, Талин (старо име: Ревал) се развио у једну од најважнијих лука ханзанијског трговачког пута између Европе и Русије. 15. век је био врхунац ханзанијског града Талина, када је град у великој мери обновљен захваљујући добити од трговине. Главни артикл који је путовао од Европе преко Талина до Русије била је со. Со су пратили тканине и харинге. Метали, вино и зачини су такође били важни. Иако су неке од поменутих ствари остајале на локалном тржишту, већина је одлазила у Русију. Усеви су били најважнији од робе која је превожена из Талина ка западу. Раж, дрво, лан и кречњак били су из Ливоније. Већина грађевина које су остале до данашњих дана потичу из 15. века: трговачке куће, цркве, дворане еснафа из средњег века и градска кућа.
Главни радови почели су почетком 15. века. Градско веће прославило је Ускрс 1402. године у старој згради. Изградња је започела одмах након празника. Водећи мајстор зграде био је вероватно каменорезац Герке. Могуће је да су водећи мајстори, укључујући Геркеа, дошли из подручја Томпеа, где су опсежни радови завршени у последњој четвртини 14. века у тврђави, кружном зиду Велике Томпее и у Катедрали. На градилиште је довезено 600 трупаца, 581 греда, 46 пари потпорних греда и 107 товара камена. Камење је донето из Ласнамаеа, где се налазио каменолом. Имена превозника су документована. За зидање су доносили сирово камење, али неки детаљи су морали бити израђени од резаног камења. Главне конструкције  - темељи, зидови и сводови  - саграђени су од кречњака, који је довожен са кречњачке висоравни, кречњака који је довожен из камених јама у близини града и они су састављени помоћу кречног малтера. Године 1403. камење је изрезано и направљена је аркада, стубови који подржавају сводове, прозорске греде итд. Стубове аркаде и главни портал западног дела, који су имали важну улогу у развоју грађевинског стила Талина, саградио је сам Герке и његови помоћници. Мањи јужни портал катедрале коришћен је као пример. Познато је да су у каменолому Икмеле направљени стубови за вински подрум и 200 блокова за спољне углове зграде. Прозоре је саградио мајстор Кеизнер, из велике породице каменорезаца. Мајстор Герке и његова два помоћника платили су 5 Риган марака (1 Риган марка тежила је 207,8 г сребра). 
Грађевински радови завршени су крајем 1404. Мајстори који су поставили плочице, застаклили прозоре и очистили крхотине, добили су плату. Градско веће прославило је Божић у новој згради. Изградња је трајала две и по године. Градитељи су радили само лети. Бели кречни премаз прекривао је зидове и чинио чистим камене конструкције, које су вековима биле сјајне.
Грађевински радови наставили су се касније: поправљени су кров и торањ, измењена стакла на прозорима и степеништа и постављене пећи. Златно доба историјског Талина било је раздобље од средине 15. века до почетка 16. века. Економски напредак ханзанијских времена омогућавао је стварање предивних креација архитектуре и уметности. Хајнрих Хартман, који је био из познате породице ливаца, крајем 16. века припремио је звоно за градску кућу. У 17. веку градска кућа добила је нови звоник који је направио мајстор градитељ Грајгер Граф.
1652. обновљен је главни улаз градске куће и пренесен у централни део зграде, што је карактеристично за барокну архитектуру. Главни портал је био затворен. Аркаде и прозори подрума и првог спрата, који су откривали оригиналност и репрезентативност градске куће, били су зазидани. Сала грађана била је подељена на два спрата и подељена је у одвојене собе. 1860. године уграђени су четвороугаони прозори.
1944. године торањ градске куће је уништен у бомбардовању Талина у Другом светском рату. Кула је обновљена 1952. Од 1959-1960. аркаде су поново отворене и трагови реконструкција из претходног века су уклоњени. У периоду од 1971 –1975. (архитекта Теди Боклер, декоратер ентеријера Леила Партелпоег) срушени су зидови и плафони који су касније саграђени, а градска кућа је обновљена у репрезентативну институцију Талина.
Дрвена конструкција кула, која је обновљена 1952. године, делимично је иструлила до 1996. године, а калајна облога је сломљена. Дакле, торањ и Стари Томас су замењени. Радови су започели почетком 1996, када су припремљени потребни детаљи. Делови куле су превезени су у Талин у јуну - монтажа и облагање бакарним плочицама већ су почели. Требало је 1,4 тона бакарних плоча за прекривање дрвене конструкције куле. У последњој радној недељи у среду делови куле су сакупљени и у почетку је Стари Томас постављен на кулу поред куле Градске куће. Стари торањ је морао бити ојачан како не би пао током радова. Постављање торњева развио је пројектни уред Силе, инжењер Данил. Планове је реализовао АС Стингер, а водио га је Волдемар Метсалик. Торањ је постављен уз помоћ ваздушне платформе Пеканиска.
Током рестаурација 1970. године обновљена је једна огромна средњовековна дворана, преуређена у мање одаје током преко 300 година. Димњаци који су саграђени за грејање одаја, срушени су од сале до плафона. Рупа у плафону која је тамо била избушена у 17. веку, била је прекривена малтерисаним дрвеним постољем, окаченим о конопце.
1996. године Олд Томас је вероватно изгубио мач, кад је стари торањ срушен; пропадао је брзо, јер је 1952. године статуа остала необојена и слабо учвршћена. Вода је текла унутра и кула је брзо пропадала. Током прављења нове куле и ветроказа, ове грешке су биле на уму мајсторима. Стари Томас био је премазан црвеном бојом и делимично позлаћен. Светлозелени ветроказ наводно је сличан оригиналном. Лице, врат, ноге, мач, застава и сфера куле, на којој статуа стоји, су златне боје. Примедба је 1992. године стигла од Тедија Боклера из АС Вана Талин. Рекао је да раније није постојао обичај у потпуном позлаћивању. Први Стари Томас из 1530. године такође је делимично позлаћен. Оригинал Старог Томаса и гаргојли са змајевим главама, који су такође делом позлаћени, потврђују овај навод.
Торањ је до тада изгубио свој почетни облик због многих обнова. Садашњи торањ више личи на цркву Нигулисте (Црква Св. Николе). Танак је, тако да нема простора за кретање на спољном балкону. Тренутни торањ је карактеристичнији за касну ренесансу 17. века. До грађевинских радова на јесен, торањ је био црвен, али тада је био обојен у зелено. Процедура за промену куле коштала је 1,8 милион круна у старој валути (естонске круне) за градску управу. Новац је узет из градског буџета.
Поткровље градске куће Талина очишћено је 2002–2003. Тада су занимљива и јединствена открића пронађена током ископавања и изложена су сада на тавану Градске куће. Око 300 тона/70 камиона смећа је спуштено. Током чишћења пронађено је више од 300 налаза, међу њима су јединствени документи и предмети. Током протеклих 10 година прегледани су, очишћени и сачувани, а мали део њих налази се на изложби на тавану Градске куће. Тамо се могу видети писма градском већу и председавајућима из 14 - 16 века, средњовековна ватрогасна опрема, оруђе, револуционарни леци из 1905 итд. Теди Боклер (17.05.1930. - 08.12.2005.), је био архитекта рестаурације градске куће Талина од 1959. године, до последње фазе рестаурације која је завршена према његовом пројекту 2006. године.
2003. године, 17. априла, огромни комад димњака из 17. века, који је пронађен у ископу у смећу на тавану, пао је кроз плафон велике хале и дворана је била затворена за приредбе до 5. маја. У тренутку несреће није било људи у соби. 
2008. године испод пода пронађени су средњовековни бунар и различити предмети. Рачуноводствена соба која се налазила на другом спрату, која је била радна соба председавајућег, а од краја 19. века до 1970-их година кабинет градоначелника, обновљена је исте године. 
2009. године, градска кућа у Талину била је два месеца у фази поправки, и била је затворена. 

### Кула градске куће
Кула градске куће саграђена је заједно с градском кућом 1402–1404. У почетку је кула имала пирамидални врх у готичком стилу, коју је 1627. године заменио ренесансни врх (висине 26 метара). Висина куле која почиње од доњег дела аркаде је 64 метара. 
Могуће је попети се на торањ Градске куће и видети стари град из потпуно другог угла. Половина прозора има металне мреже испред, остали имају решетке. Узлазно степениште је стрмо, али како торањ није веома висок, то није проблем. 
Могу се видети списи о историји куле. Уско степениште омогућава само једном посетиоцу да се пење и силази. Степениште које води до куле има 115 степеница. Балкон са сатом налази се 34 метра изнад земље.

### Стари Томас
Лик Старог Томаса важан је симбол Талина. Први ветроказ која приказује славног војника постављен је на врх градске куће 1530. године. Могуће је да је модел за ветроказ био сељак. Као младић постао је познат по победи у такмичењу у самострелу које је одржала балтичка немачка елита, где је гађан шарени дрвени папагај постављен на врх стуба. Он је био једини који га је оборио након дужег такмичења. Како му статус заправо није дозвољавао да се такмичи, није добио награду. Уместо тога, захваљујући градоначелнику, стекао је вечну славу као градски чувар. Храбри ратни слуга остао је на стражи све до 1944. године. 1952. године спаљени врх торња је обновљен и постављена је копија Старог Томаса. Оригинал, Стари Томас из 1530. године, сада се налази у древном подруму градске куће. 1996. Стари Томас је поново замењен, јер је онај из 1952. године био у лошем стању. Стари Томас из 1952. године налази се у Градском музеју у Талину. 

## Унутрашњост
1547. градско веће у Талину наручило је таписерије. Таписерије су плетене од вуне обојене природним бојама. Направљене су у Холандији у граду Енгиен (Enghien). Детаљи приче о краљу Соломону приказани су на таписеријама. На свакој од њих налазе се три талинска грба као идентификација клијента, а година када је таписерија израђена (1547) је написана изнад грба. Од 1937. године, ове таписерије припадају градском музеју Талин. У градској кући у Талину постоје копије. 
Оригинал талинских таписерија у дужини од 9 метара чува се у текстилном складишту Градског музеја Талин. Таписерије, старе пет и по векова, толико су драгоцене да није допуштено дирати их рукама. Копије у градској кући Талина направила је у Оксфорду енглеска компанија под називом „Hines of Oxford“ за 600. рођендан градске куће Талина. Израда таписерија извршена је према фотографијама и неискоришћеним узорцима вуне узетим са задње стране тепиха. 
У 20. веку била су два случаја када је Талин умало изгубио своје вредне таписерије. 1909. године се сматрало да би било добро продати таписерије, јер су требале бити попуњене рупе у буџету. Мислило се да се у граду може изградити школа или болница користећи тај новац. Срећом, иступила је заједница. Објављено је веома много чланака, чак и у новинама Риге и Санкт Петербурга. Дакле, таписерије нису продате. Током Првог светског рата чувене таписерије су одвожене у Москву да би биле безбедно скривене током рата. Оне су лако могле да остану тамо, као што се десило са имовином Универзитета у Тартуу. Срећом, Јан Поска је успео да поврати таписерије, заједно са другим драгоценостима, из Русије, споразумом из Тартуа. 
Горан Бо Хелерс, професор Краљевског технолошког института у Шведској, прегледао је таписерије плетене у Холандији 1547. године и открио да је у њима скривена средњовековна политичка порука, јединствени Да Винчијев код, који позива Талин да се придружи Европи. Сматра да порука у таписеријама позива Естонију у католичку државу и под централну власт Брисела. Пет стотина година пре него што се то догодило, Карло V је покушао да повеже различите делове Европе у јединствену Европу. Покушао је да постане владар уједињене Европе, а слике приказане на таписеријама пропагирале су то 1547. године. Холандија, земља у којој су направљене оригиналне таписерије, припадала је тада католичком цару Карлу. Талин је постао лутерански за време реформације. Пет и по векова касније сан Карла V се остварио. Естонија је опет део Европе. 
Седам шарених таписерија које украшавају главну зграду у Талину, из Холандије је наручио председавајући Арент Пакебуш, који је унапред платио 150 марка. Након завршетка таписерија 1548. године, платио је 341,5 марки и 4 шилинга. Две таписерије дугачке осам метара приказују краља Израела и приче о Соломону и његовом животу из Старог завета. 
Пет краћих таписерија приказује разнобојне биљне орнаменте. Таписерије су уносили у салон Скупштине града у врло свечаним случајевима. Прелепе таписерије доношене су да би оживеле собу и зидове, а пошто делују и као заштита од ветра, учиниле су је топлијом. 

## Бомбардовање Талина у марту 1944. у Другом светском рату
Талин је већ доживио неколико ваздушних напада, али 1944. године, 8000 зграда, наводно трећина главног града Естоније и око 50% његовог стамбеног простора, уништено је у бомбашким нападима 9. и 10. марта. Средњовековна кућа за вагање, заједно са многим другим зградама, уништена је бомбом која је погодила трг Градске куће. 
Авионски напад почео је неочекивано увече у 19:15, а први талас трајао је до 21:25. У 01:00 други низ бомбардера стигао је у град, а бомбе су падале до пола три ујутро. Око 280 бомбардера Црвене армије учествовало је у оба ваздушна напада. На град је бачена огромна количина експлозивних, запаљивих и фосфорних бомби. Торањ градске куће Талина запаљен је у првом вездушном нападу. 